# Японцы в рядах вооружённых сил США (1941―1945)

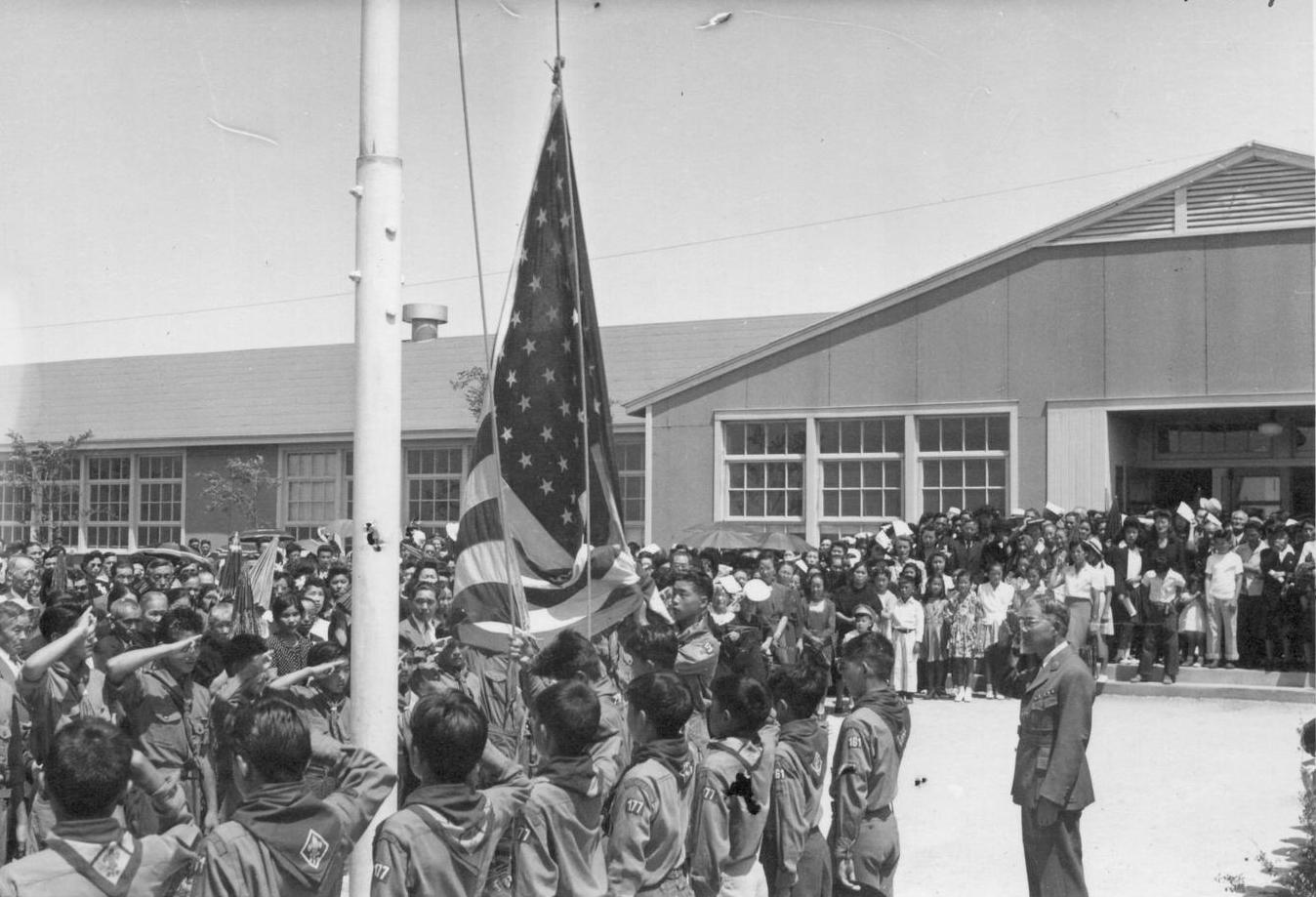
5 августа 1944 года. Бойскауты в Гранадском военном лагере для интернированных поднимают флаг во время поминальной службы по шести солдатам японского происхождения из этого лагеря, которые погибли в боях в Италии. В церемонии приняли участие полторы тысячи человек.

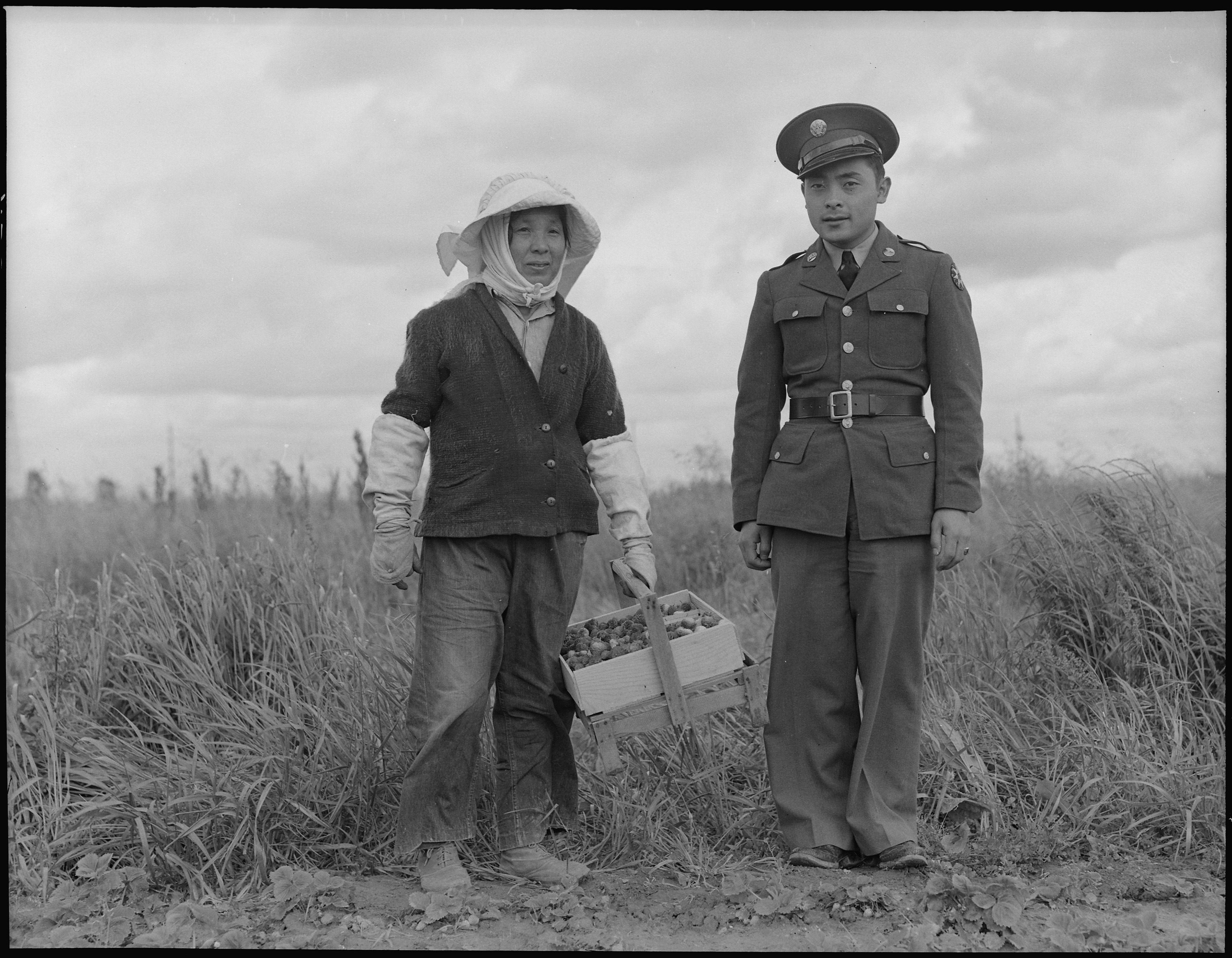
Фотография японца в американской военной форме и его матери. Флорин, округ Сакраменто, штат Калифорния.

В первые годы Второй мировой войны американцы японского происхождения были насильственно переселены из своих домов в лагеря для интернированных из-за опасений об их возможном пособничестве Японии. При этом многие из молодых нисэй ― детей японских иммигрантов и урождённых граждан США, были призваны на службу в армию США или вызвались служить добровольно. Американцы японского происхождения служили во всех ветвях вооруженных сил Соединённых Штатов, а также в торговом флоте. 
442-й пехотный полк, состоявший почти исключительно из японцев, за время войны стал рекордсменом по числу награждённых «Пурпурным сердцем», а входивший в состав полка 522-й батальон полевой артиллерии принял участие в освобождении концлагеря Дахау. Японцы американского происхождения также служили в 100-м пехотном батальоне, добровольческом сапёрном формировании «Студенческие волонтёры победы» (Varsity Victory Volunteers, VVV) и в Службе военной разведки. 

## Военнослужащие в армии США

### 100-й пехотный батальон
Во время войны 100-й пехотный батальон принял участие в ряде кампаний, пройдя через множество ожесточённых сражений. Батальон был сформирован составлен из нисэй, которые первоначально числились солдатами Национальной гвардии Гавайев. 5 июня 1942 года они были отправлены на территорию Северной Америки в составе Гавайского временного пехотного батальона. Формирование изначально насчитывало 1432 бойца. Сначала японцев разместили в лагере Маккой, затем направили в лагерь Шелби для прохождения дальнейшей боевой подготовки. Вместе с этим ранее принятое решение о понижении новобранцев-нисэй до класса 4-C было отменено, и в 1943 году армейское руководство выступило с призывом к японцам о вступлении в армию добровольцами. Большинство новобранцев были выходцами с Гавайских островов, поскольку те, кто находился на материке, не имели охоты к службе до тех пор, пока их семьи оставались в лагерях для интернированных. 2686 гавайцев и около 1000 жителей материка были отправлены в лагерь Шелби, где они присоединились к 100-му батальону. В августе 1943 года он покинул территорию США, высадился в Северной Африке, затем принял участие в сражениях в Италии и в конечном итоге с боями вошёл в Рим. Образцовый послужной список бойцов полка и патриотическая деятельность Студенческих волонтёров победы подвигло армейское руководство к формированию 442-го пехотного полка, также состоявшего из японцев. 

### 442-й пехотный полк

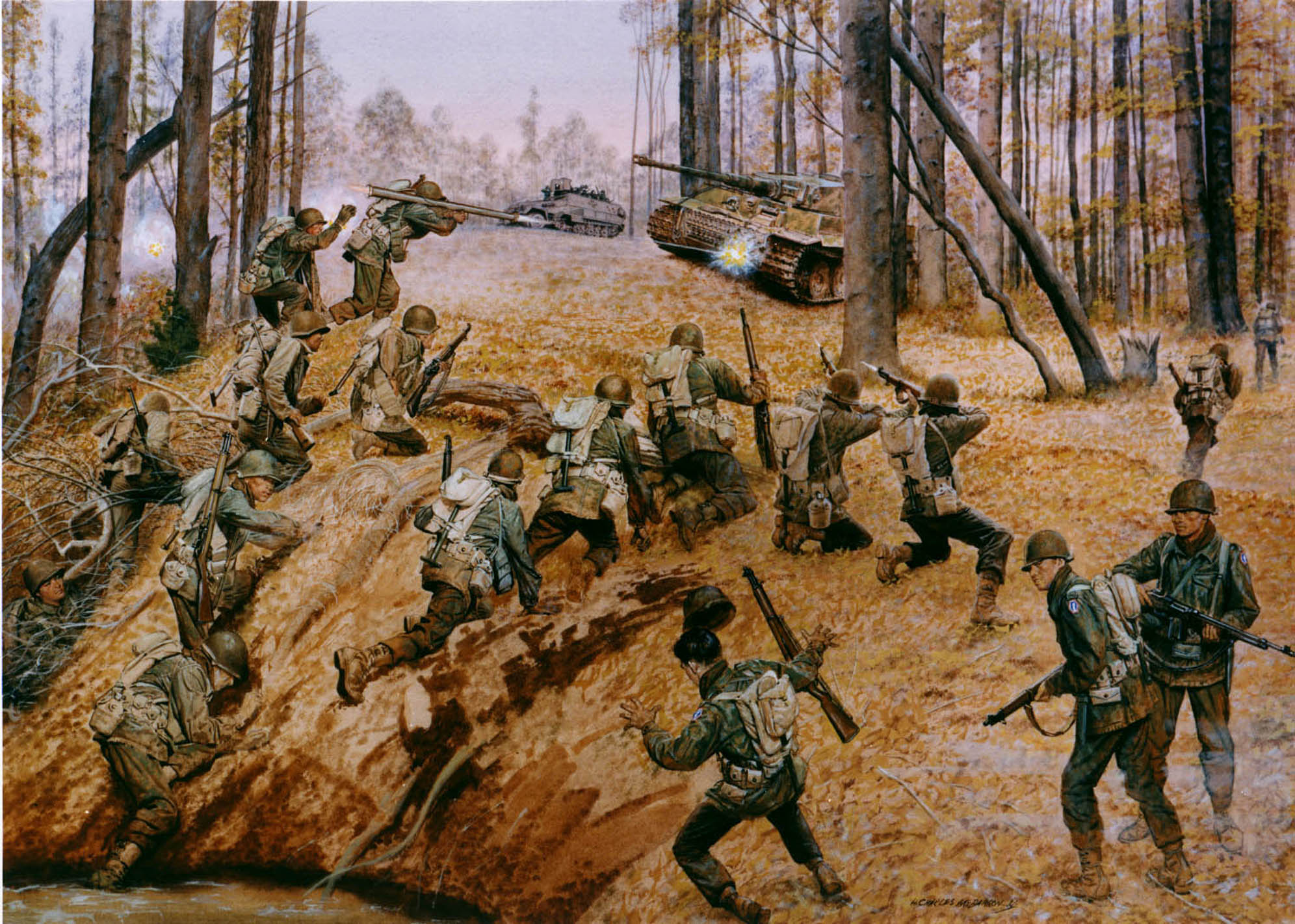
Картина, изображающая солдат 442-го пехотного полка во время сражения в горах Вогезы во Франции

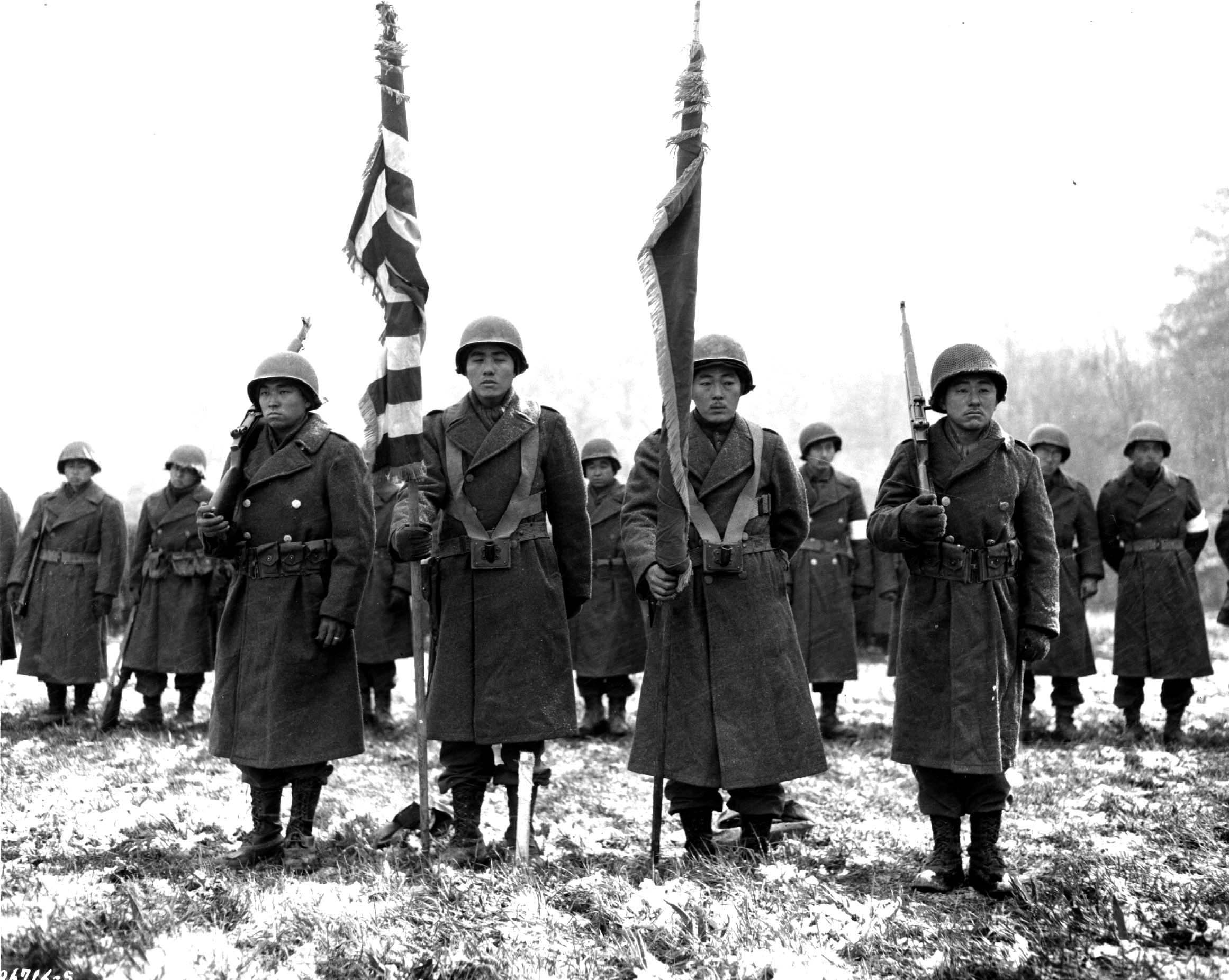
Знаменосцы 442-го полка во Франции.

### 522-й батальон полевой артиллерии
522-й батальон полевой артиллерии был сформирован в составе боевой группы 442-го полка. Ближе к концу войны 522-й батальон получил статус отдельного, переходя под командование того соединения, который наиболее сильно нуждался в огневой поддержке данного подразделения. Именно бойцы 522-го полка приняли участие в освобождении концентрационного лагеря Дахау 29 апреля 1945 года. Разведчики полка обнаружили несколько казарм возле городка Лагер Лехфельд, окруженных колючей проволокой.Техник четвёртого класса Ичиро Имамура описал это событие в своём дневнике: 
«Я наблюдал, как один из разведчиков использовал свой карабин, чтобы сбить цепь, которая удерживала ворота тюрьмы...Они не были мертвы, как он сначала подумал. Когда ворота распахнулись, мы увидели заключённых. Многие из них были евреями. Они были одеты в полосатые тюремные робы и круглые кепки. Было холодно, а в некоторых местах лежал снег глубиной два фута. Охраны не было. Заключенные с трудом поднялись на ноги... Они были словно скелеты ― только кожа да кости...»
Японцы также освободили три тысячи узников лагеря Кауферинг IV в Хурлахе, который был административно подчинён Дахау. Дахау, как и Освенцим, Бухенвальд, Маутхаузен и Равенсбрюк, был окружен сотнями меньших лагерей. Выжившие после марша смерти к югу от Дахау к австрийской границе были обнаружены солдатами 522-го батальона к западу от деревни Вакирхен. Японцы оказали им первую медицинскую помощь. 

## Служба в военно-воздушных силах
По началу американцев японского происхождения вообще не отправляли воевать на тихоокеанском театре военных действий: хотя подобных ограничений для американцев немецкого и итальянского происхождения, которые боролись против держав Оси в Европе, предусмотрено не было. Вместе с этим есть данные по меньшей мере о пяти японских пилотах, которые воевали в военно-воздушных силах США: одним из них был Кэндже Огата. Вторым были техник-сержант Бен Куроки, который сначала принял участие в 35 боевых вылетах над территорией Европы, выполняя обязанности бортового стрелка, а затем ― в 28 бомбардировках над территории материковой Японии и прочими местами Тихоокеанского театра военных действий. 
Герберт Сейджин Гиноза был бортовым стрелком самолёта B-17 483-й бомбардировочной группы. Он провёл три месяца в качестве военнопленного после того, как его самолёт был сбит во время бомбардировки недалеко от Вены. 

### Служба в военной разведке
Приблизительно шесть тысяч японских американцев служили в Службе военной разведки. Солдаты первого класса проходили обучение в Президио в Сан-Франциско, но в июне 1942 года языковая школа была переведена в Кэмп Сэвидж, штат Миннесота, где предлагались более широкие возможности для обучения. В августе 1944 года языковая школа снова была переведена в Форт Снеллинг. Большинство выпускников языковой школы были прикомандированы к Секции письменных и устных переводчиков союзников (ATIS) в качестве лингвистов и выполняли другие некомбатантские задачи, занимаясь переводом захваченных вражеских документов и допросом военнопленных. К концу войны лингвисты службы разведки перевели 18 000 вражеских документов, создали 16 000 пропагандистских листовок и допросили более 10 000 японских военнопленных. Вместе с тем служащие разведки присутствовали в каждом крупном сражении против японских войск, и те, кто находились в близком тылу, сталкивались с довольно опасными и трудными условиями, иногда попадая под дружеский огонь американских солдат, которые не могли отличить их от японцев. На полях сражений они часто встречали бывших друзей.

## Женский армейский корпус
Как мужчинам, так и женщинам японского происхождения путь в армию США первоначально был закрыт. Для женщин положение изменилось в ноябре 1943 года: после получения соответствующего разрешения 142 японки вызвались вступить в Женский армейский корпус. Однако поскольку их число было сравнительно мало, все они были сгруппированы не в одном подразделении, а направлены на службу вместе с представительницами других этнических групп. В целом идея о службе женщин в армии на тот момент была новой (Женский армейский корпус был сформирован за девять месяцев до того, как начал принимать японок). Чаще всего женщин направляли исполнять канцелярские обязанности или другие «женские работы». Служба в корпусе имела свои трудности. Так, в средствах массовой информации и пропаганде представлялся подчёркнуто сексуализированный образ представительниц женского корпуса, и военные руководители среди мужчин, взаимодействовавших с корпусом, ожидали того, что женщины этому образу будут соответствовать. Помимо этого оказалось, что женщинам было зачастую крайне затруднительно переводить японские военные документы: даже те, кто свободно говорил по-японски, не понимали военных терминов, и в конце концов некоторые из них были отправлены в Военную школу разведки для прохождения дополнительного обучения. 

## Признание заслуг

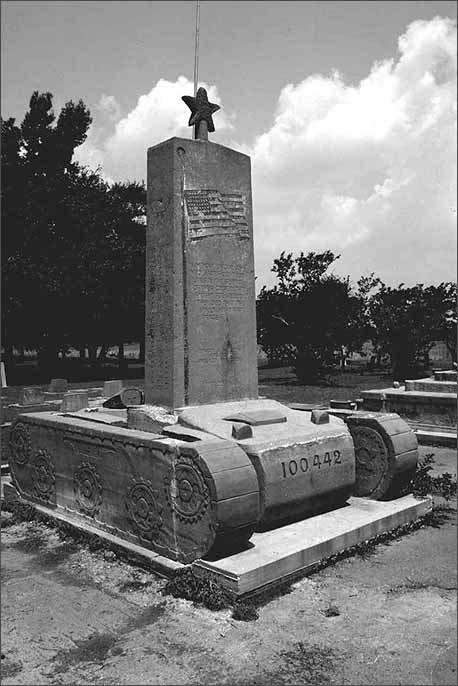
Памятник бойцам 100-го батальона 442-й полковой боевой группы, Мемориальное кладбище Рохвера

Высшая награда страны за боевую доблесть, Медаль за отвагу, была вручена одному из нисей во время войны, Садао Мунемори, после того, как он пожертвовал своей жизнью, чтобы спасти своих братьев по оружию. Двадцать один боец 100-го пехотного батальона / 442-й полковой боевой группы получил крест «За выдающиеся заслуги» во время Второй мировой войны или сразу после её окончания, но в 1990-х годах, после того как было выявлено, что по причинам расовой дискриминации их заслуги во многом упускались из виду, поэтому их наградили также медалями Почёта. 5 октября 2010 года Золотая медаль Конгресса была вручена 442-й полковой боевой команде и 100-му пехотному батальону, а также шести тысячам американцам японского происхождения, которые служили в Службе военной разведки во время войны.